# Cenáculo

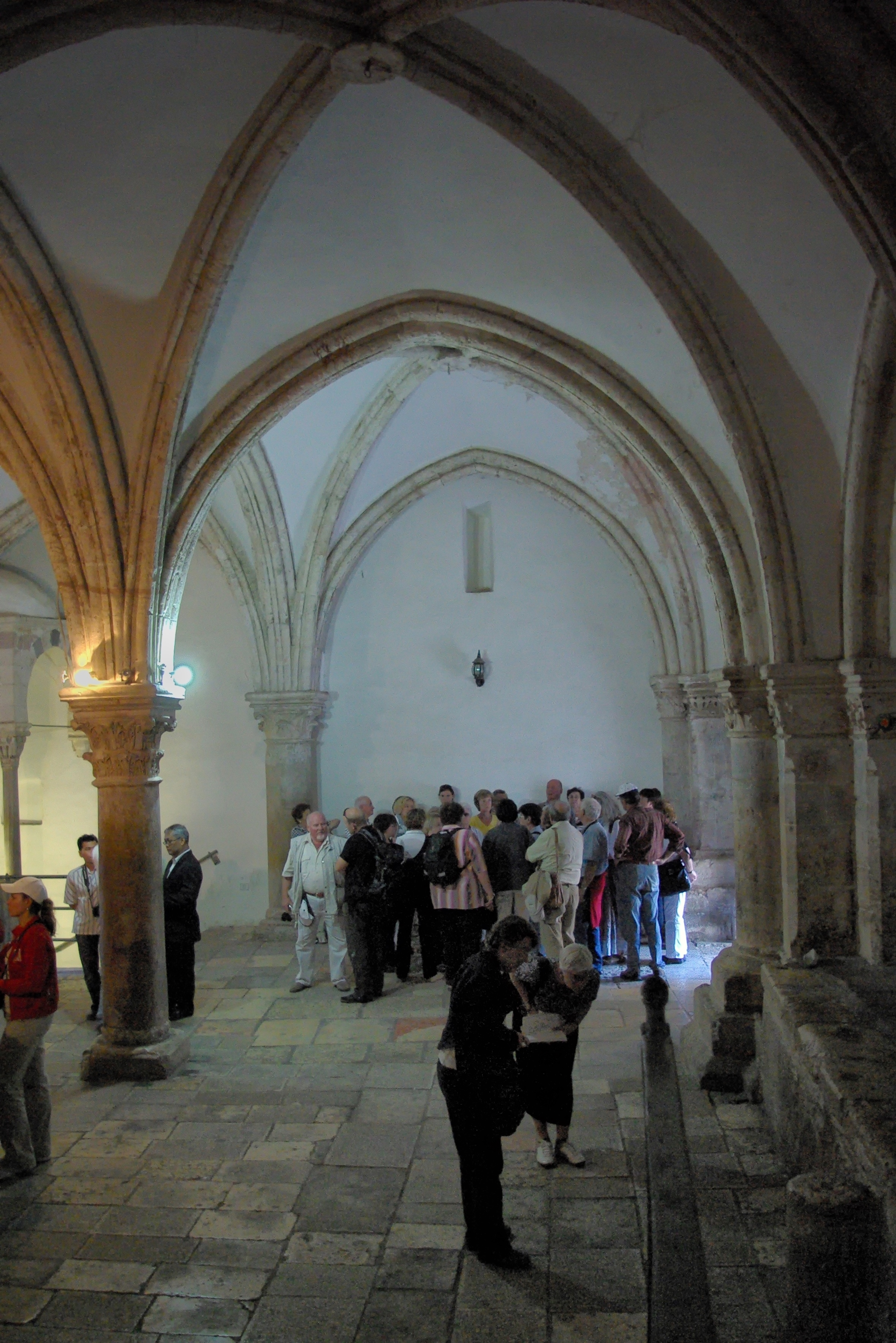
Cenáculo de Jerusalén.

El Cenáculo es el lugar de Jerusalén donde, según el Nuevo Testamento, Jesús celebró con los apóstoles la Institución de la Eucaristía durante la Última Cena de su vida, antes de morir en la cruz, y lugar donde se produjo la venida del Espíritu Santo en Pentecostés. También es conocido como aposento alto.

## Etimología del término
Las casas de los antiguos romanos no tenían primitivamente más que un piso y en esta habitación de arriba era donde ordinariamente se cenaba o se comía en común, por extensión, se llamó «cænacula» a todas las piezas del piso superior. Varrón lo define así: «Ubi cubabant Cubiculum; ubi cænabant Cænaculum vocitabant. Postquam in superiore parte cænitare cæperunt, superioris domus universa Cænacula dicta», en español: «Donde yacían en la cámara; al lugar donde cenaban lo llamaban el Cenáculo. Después que comenzaron a cenar en la parte alta, toda la casa alta fue llamada el Cenáculo».
En los cœnacula habitó luego por lo común la gente pobre, «In superiore qui habito Cænaculo» (en la buhardilla que habito), como Plauto puso en boca de un cómico para dar una idea de su pobreza. En Roma, «cænaculariam exercere», según puede leerse en el Lexicon juridicum de Kahl, era asimismo «Cænaculariam Exercere is dicitut, qui domos totas conductas per singula Cænacula inquilinis locat, quæstum inde faciens», en español «se dice que es un canacularista que alquila casas enteras a inquilinos a través de canacularistas individuales, obteniendo ganancias por ello».
Extendida o trasladada de este modo la significación de «cænaculum», fue necesario crear otra voz que determinase con más precisión la idea de cenadero, y se formó cænatio. Cœnatio, pues y no ya «cænaculum», se dijo propiamente por cenadero o comedor, desde fines de la época de Augusto, según se notan en los dos Plinios, Séneca, Columela, Suetonio, Juvenal y Marcial. La cosa significada primitivamente por «cænaculum» había mudado de destino, pasó a tener otros usos pero el nombre había quedado: necesario era por consiguiente formar otra voz y así se hizo.

## En la Biblia
En Lucas 22:11 se le llama en griego katalyma. En la traducción de la Biblia al latín de san Jerónimo (la Vulgata) se llama diversorium. También en Lucas 2:7 se usa el término griego katalyma (en la Vulgata diversorio), cuando María y José están en Belén y se les dice que no hay lugar para ellos en esa sala.
En Lucas 22:12 y en Marcos 14:15 se le llama en griego anagaion (de ana, sobre, y gaion, tierra). En la Vulgata se le llama coenaculum.
En los Hechos de los Apóstoles 1:13 se habla de nuevo de una sala superior donde se reunían los cristianos, denominándola en griego hyperōon. En este versículo en la Vulgata se le llama de nuevo coenaculum.

## Historia
Según Hechos 2:44 los creyentes en Jesús ponían sus bienes en común, por lo que esta casa pasaría a ser lugar común de los cristianos.
Los cristianos consideraron a este lugar la Nueva Sión, anunciada por los profetas.
Según Epifanio de Salamina, del siglo IV, la iglesia que los primeros cristianos crearon en el lugar de la Última Cena quedó en pie después de que el romano Tito arrasase la ciudad de Jerusalén en el año 70.
A mediados del siglo III, Orígenes dice que para comer "el pan de bendición" iban a este lugar de Jerusalén y subían a la parte superior.
El Concilio de Constantinopla I del año 381 definió al Cenáculo como "la madre de todas las iglesias". También lo definieron así en la Edad Media san Juan Damasceno y Guillermo de Tiro.
La peregrina hispanorromana Egeria, que hizo un viaje a Tierra Santa entre el 381 y el 384, escribió que en la iglesia de Sión donde se conmemoraba la Última Cena se conmemoraba también la aparición de Jesús resucitado a los apóstoles.
Según los peregrinos, entre ellos Egeria, en la iglesia se hallaba la columna en la que flagelaron a Jesús.
El 15 de septiembre de 387 el obispo de Jerusalén, Juan II, consagró la Basílica de Santa Sión (Hagia Sion), de grandes dimensiones, donde se encontraba la iglesia del siglo I de la Última Cena. Algunos creen que en la nave septentrional se conmemoraba la Dormición de la Virgen, mientras que desde la nave meridional se subía a una capilla superior donde se recordaba la Última Cena y Pentecostés y de ahí se bajaba a otra capilla inferior donde se conmemoraba el lavatorio de los pies de Jesús a sus discípulos. También hay quien opina que la Dormición de la Virgen no se conmemoraba en esta basílica, por no haber espacio suficiente. En cualquier caso, a finales del siglo XIX se encontraron restos de la basílica de Hagia Sión cerca del Cenáculo y se construyó sobre ellos una abadía, terminada en 1910, que se llama Hagia María y en ella se conmemora la dormición de la Virgen.
Según Cirilo de Jerusalén, del siglo IV, Pentecostés era el recuerdo principal que se celebraba en el Monte Sión y estaba ligado a la Sala Superior, llamada también Sala Superior de los Apóstoles.
Entre el 440 y el 460, en el periodo en que la emperatriz Elia Eudocia vivió en Jerusalén, el Cenáculo quedó incluido dentro de las murallas.
En el 614 se produjo la invasión persa, en la que se destruyeron 35 iglesias, entre ellas la Basílica de Santa Sión. El emperador Heraclio reconquistó la ciudad en el 628. La Basílica de Santa Sión fue parcialmente reconstruida.
Los musulmanes conquistaron Jerusalén el año 638. Durante la etapa musulmana la Basílica de Santa Sión fue destruida de nuevo. El 15 de julio de 1099 los cruzados cristianos conquistaron Jerusalén. Los cruzados encontraron en ruinas toda la zona de Sión, con excepción de un edificio de dos plantas con el Cenáculo. La antigua basílica fue reconstruida con un tamaño más reducido y con el nombre de Santa María del Monte Sión.
El 2 de octubre de 1187 el musulmán Saladino conquistó Jerusalén. Los cruzados, antes de marcharse, dejaron la Iglesia de Santa María del Monte Sión quedó en manos de los cristianos sirios. El templo quedó muy deteriorado con la conquista. En el 1212 el peregrino Willibrando de Oldemburg encontró en pie un monasterio de antiguos canónigos de San Agustín habitado entonces por monjes sirios tributarios de los sarracenos que enseñaban a los visitantes el lugar del Cenáculo. El templo fue prácticamente destruido por el sultán Melk el-Muazzeam en 1219. En el 1244 los jorezmitas lo destruyeron casi por completo, dejando solo la parte dedicada a la Última Cena. En 1288 fray Ricoldo da Montecroce indica que el Cenáculo había sido convertido en mezquita.
En el siglo XIII los franciscanos llegaron a la región. En el Archivo Histórico de la Custodia de Tierra Santa se conserva un documento de 1247 sobre la presencia de franciscanos en el Cenáculo. La presencia de franciscanos en el Cenáculo en el siglo XIII sigue siendo dudosa, ya que en 1288 el dominico Ricoldo Pennini llegó a Jerusalén y halló entre ruinas las salas santas y, en un altar de ese lugar, celebraron misa y predicaron con miedo de ser asesinados por los musulmanes. No menciona la presencia de los franciscanos en el lugar.
Se sabe que los franciscanos abandonaron Tierra Santa en 1291 y regresaron a comienzos del siglo XIV. En 1333 los reyes de Nápoles, Sancha de Mallorca y Roberto de Anjou, compraron unos terrenos junto al Cenáculo y se los entregaron a los franciscanos, construyendo allí para ellos el Convento de Sión en 1335. Los reyes de Nápoles consiguieron, por cinco millones de escudos, que se les cediesen el Santo Sepulcro y el Cenáculo, que quedaron a cargo de los frailes franciscanos, alojados en el Convento de Sión. La Custodia de Tierra Santa en pro de los franciscanos quedó establecida por el papa Clemente VI con dos bulas del 21 de noviembre de 1342: Gratias agimus y Nuper carissimae.
En 1517 el turco Solimán I conquistó Jerusalén. En 1523 los turcos obligaron a los franciscanos a abandonar el Cenáculo y en 1551 se les ordenó abandonar el anejo Convento de Sión.
En 1559 los franciscanos establecieron su sede central de Tierra Santa en el monasterio de San Salvador, a poca distancia del monte Calvario. A partir de 1806 se permitió a los franciscanos visitar el Cenáculo por amistad y a cambio de propinas y regalos. A partir de 1831 los franciscanos y los peregrinos pudieron visitar el Cenáculo el Jueves Santo y en Pentecostés.
En 1936 los franciscanos fundaron un nuevo convento junto al Cenáculo, con el nombre de San Francisco ad Coenaculum.
A partir de 1948 los israelíes abrieron la parte superior del Cenáculo a la visita de los peregrinos y se dejó a los franciscanos peregrinar al mismo en Jueves Santo y Pentecostés. Los israelíes transformaron la parte inferior en sinagoga, donde está la Tumba de David.
En el Cenáculo el papa Pablo VI rezó por la paz en el mundo el 6 de enero de 1964, el papa Juan Pablo II celebró misa el 23 de marzo del 2000, el papa Benedicto XVI rezó el Regina Cœli el 12 de mayo de 2009 y el papa Francisco celebró misa el 26 de mayo de 2014.

## Posible casa de la madre de Marcos Evangelista
En Hechos 12:12-17 se dice que unos cuantos de los primeros cristianos se habían juntado a orar en la casa de María, madre de Juan, de sobrenombre Marcos. Esto ha llevado a algunos a pensar que se está mencionando ahí a Marcos Evangelista y que el Cenáculo estaba en la casa de su madre. Esta creencia está por escrito desde el siglo IV.
Después de la Última Cena, Marcos podría haber acompañado a los apóstoles desde la casa de su madre hasta el Huerto de los Olivos. Papías de Hierápolis (siglos I-II d. C.) dijo, recogiendo una tradición legada por un tal «Juan el Presbítero», que el niño que salió corriendo con el arresto de Jesús en el Huerto de los Olivos, mencionado en Marcos 14:51-52, era el propio Marcos.

## Arquitectura
El Cenáculo actual es de estilo gótico. Algunos creen que fue construido por los cruzados antes de la conquista de la ciudad por Saladino en 1187. Otros atribuyen su construcción al emperador Federico II Hohenstaufen, coronado rey de Jerusalén en 1229. Otros sostienen que no fue construido de esta forma hasta que los franciscanos se instalaron aquí en la década de 1330. La falta de documentación y las características estructurales ofrecen poca fundamentación para cualquiera de estas fechas.
La primera evaluación del Cenáculo fue realizada por Eugène Melchior de Vogüé en 1860. Este estudio fue seguido por muchos comentaristas hasta las obras de Camille Enlart y de Louis-Hugues Vincent y Félix-Marie Abel de comienzos del siglo XX.
En su estado actual, el Cenáculo está dividido en seis tramos con bóvedas de crucería. Los vanos están sostenidos por tres columnas independientes que dividen bilateralmente el espacio, así como por seis pilares que flanquean las paredes laterales. Aunque el capitel de la columna independiente más occidental está al ras con la pared interior del Cenáculo, el eje de la columna en sí es completamente independiente de la pared, lo que lleva a los estudiosos a considerar la posibilidad de que esta pared no fuera original del edificio.
El análisis de los capiteles de columnas y pilares ofrece pistas, pero no una solución, al misterio del origen del edificio actual. El capitel corintio entre el segundo y el tercer tramo del Cenáculo es estilísticamente indicativo de múltiples regiones geográficas y períodos cronológicos. Las hojas puntiagudas de este capitel, que se adhieren fuertemente al volumen de la columna antes de estallar en volutas, están en congruencia con las salidas comunes del taller de escultura del siglo XII en el sitio del Templo en Jerusalén en los últimos años antes de la conquista de Saladino en 1187.
Los capiteles de las columnas independientes no son idénticos. El capitel entre la primera y la segunda bóveda parece severamente erosionado o tallado superficialmente, y su volumen contrasta marcadamente con los demás. Se eleva desde el eje en un cilindro recto, en lugar de una pirámide invertida, y luego se ensancha justo antes de cruzarse con el ábaco. El tercer capitel, que ahora flanquea el muro occidental del Cenáculo, también es único entre los tres. No está decorado con un motivo floral, sino que de la base del volumen brotan crochetes con volutas. Enlart ha propuesto una comparación con los edificios construidos por Federico II en Apulia.